# Tel Aviv Performing Arts Center

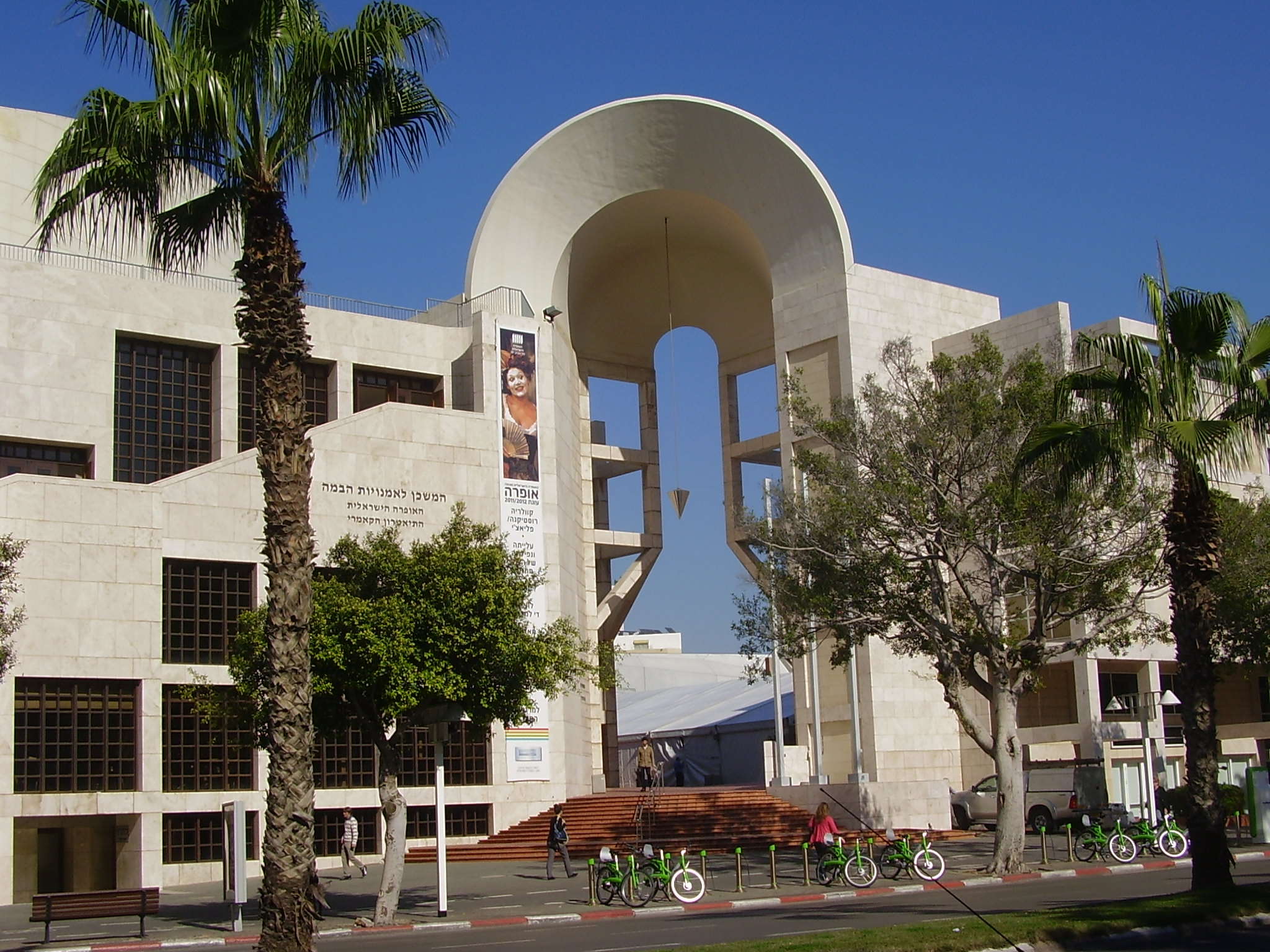
Voorgevel van het centrum

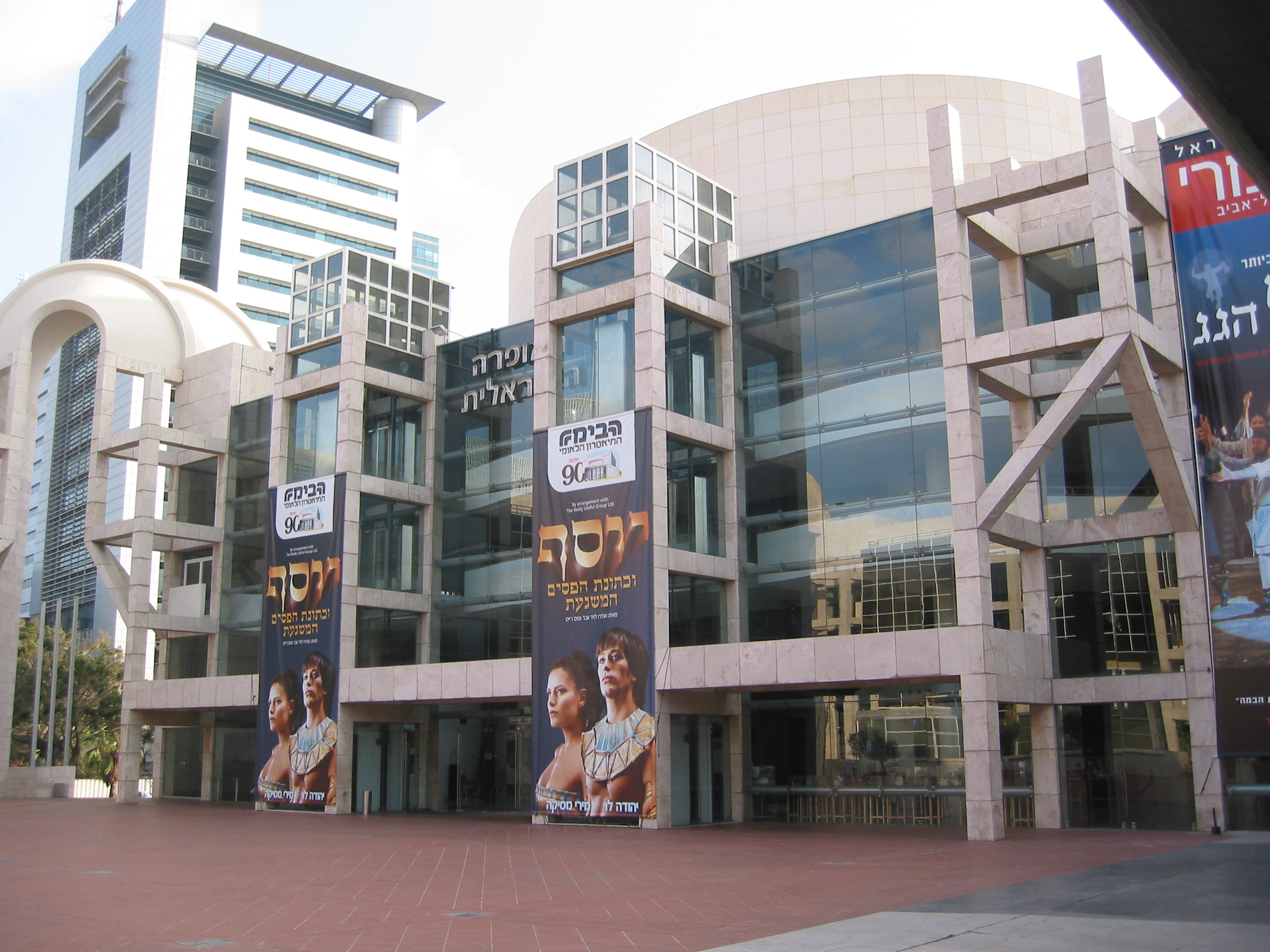
De opera

Het Tel Aviv Performing Arts Center (TAPAC) (Hebreeuws: המשכן לאומנויות הבמה) is een centrum voor podiumkunsten, gelegen aan de King Saul Avenue in Tel Aviv.
Het gebouw werd ontworpen door de Israëlische architect Yaakov Rechter en werd opengesteld voor het publiek in 1994.
Het centrum is de thuisbasis van de Israeli Opera en het Cameritheater en krijgt jaarlijks ongeveer een miljoen bezoekers over de vloer. Het complex grenst aan de Centrale gemeentelijke bibliotheek en het Tel Aviv Museum of Art. Aan de achterkant van het centrum ligt het Dubnovpark.
Het centrum biedt onderdak aan een verscheidenheid aan optredens, waaronder dans, klassieke muziek, opera en jazz, alsook voor tentoonstellingen van beeldende kunst. Jaarlijks worden er ook de Ophir-filmprijzen uitgereikt.